# 최치원 초상화
최치원 초상화는 대한민국 전북특별자치도 정읍시 정읍시립박물관이 소장 중인 그림이다. 2020년 11월 27일 정읍시의 향토문화유산 제15호로 지정되었다.

## 개요
최치원 초상화는 하동 쌍계사에서 제작되고 봉안되었지만 1784년(정조 8)에 순천 낙안 최항대의 집에 있던 사당으로 옮겨진 바 있다. 이 초상화는 1831년에 이모(移摹)되었으며, 1924년에도 한 번 더 이모되었다.
1831년에 그려진 초상화는 비단 위에 채색되었으며, 크기는 가로 76.5cm, 세로 117.8cm이다. 산수 배경이 없으며, 문방구나 다른 각종 경물 없이 빈 벽을 배경으로 앉아 있다. 의자에 앉은 최치원은 양손에 흰 털이 풍성한 불자(拂子)를 들고 있다. 의자의 다리는 원근법을 적용되지 않았으며, 18세기 말 유행했던 진영의 흔적을 보여준다.
1924년에 석지 채용신(蔡龍臣, 1850~1941)은 1831년에 제작된 초상화를 이모하였다. 1924년 작품은 비단 위에 채색되었으며, 크기는 가로 72.5cm, 세로 120cm이다. 1831년 작품과 유사하지만, 의자 다리의 길이를 다르게 하여 원근법을 적용하였으며, 의자 아래에 돗자리를 깔아 멋을 낸 점이 다르다.
영정 뒷면에는 ‘~甲子十月上澣從二品蔡石芝八十翁移摹寫~(갑자시월상한 종이품 채석지가 이모하다~)’라고 쓰여 있다.